# Maigret (série télévisée, 1960)
Pour les articles homonymes, voir Maigret (homonymie).
Maigret (titre original) est une série télévisée policière britannique, en quatre saisons et cinquante-deux épisodes (+ un épisode pilote), diffusée originellement de 1960 à 1963.

## Synopsis
Les enquêtes du commissaire Jules Maigret, basées sur les romans de Georges Simenon.

## Fiche technique
- Titre original et français : Maigret
- Réalisateurs : voir liste des épisodes ci-après
- Scénario : divers auteurs (adaptation des romans de Georges Simenon énumérés ci-après)
- Musique : Ron Grainer
- Producteur exécutif (et réalisateur de certains épisodes) : Andrew Osborn
- Société de production : British Broadcasting Corporation (BBC)
- Série en noir et blanc

## Distribution
Rôles principaux
- Commissaire Jules Maigret : Basil Sydney (épisode pilote, 1959) / Rupert Davies (52 épisodes, 1960-1963)
- Lucas : Ewen Solon (51 épisodes, 1960-1963)
- Mme Maigret : Helen Shingler (en) (29 épisodes, 1960-1963)
- Lapointe : Neville Jason (28 épisodes, 1960-1963)
- Torrance : Victor Lucas (19 épisodes, 1961-1963)

## Liste des épisodes
(titre français = titre du roman adapté + un rôle invité + date de première diffusion)

### Épisode pilote
- Maigret et la Jeune Morte (Maigret and the Lost Life) (12 avril 1959)

### Saison 1
- Épisode 1 : Maigret au « Picratt's » (Murder in Montmartre) d'Andrew Osborn, avec Freda Jackson (31 octobre 1960)
- Épisode 2 : Les Scrupules de Maigret (Unscheduled Departure) d'Eric Tayler, avec Pamela Brown (7 novembre 1960)
- Épisode 3 : Maigret et la Grande Perche (The Burglar's Wife) de Julian Amyes, avec Hugh Burden (14 novembre 1960)
- Épisode 4 : Le Revolver de Maigret (The Revolver) de Chloe Gibson, avec Margaretta Scott (21 novembre 1960)
- Épisode 5 : Maigret et la Vieille Dame (The Old Lady) d'Eric Tayler, avec Marie Ney (28 novembre 1960)
- Épisode 6 : Liberty Bar (idem) d'Andrew Osborn, avec Renee Houston (5 décembre 1960)
- Épisode 7 : Monsieur Gallet, décédé (A Man of Quality) de Gerard Glaister, avec Maurice Denham (12 décembre 1960)
- Épisode 8 : Mon ami Maigret (My Friend the Inspector) d'Eric Tayler, avec Marian Spencer (19 décembre 1960)
- Épisode 9 : Maigret se trompe (The Mistake) d'Andrew Osborn, avec John Robinson (26 décembre 1960)
- Épisode 10 : Les Vacances de Maigret (On Holiday) d'Eric Tayler, avec Griffith Jones (2 janvier 1961)
- Épisode 11 : Maigret, Lognon et les Gangsters (The Experts) d'Andrew Osborn, avec Henry Oscar (9 janvier 1961)
- Épisode 12 : Maigret en meublé (The Cactus) d'Eric Tayler, avec Sheila Burrell (16 janvier 1961)
- Épisode 13 : Le Pendu de Saint-Pholien (The Children's Party) de Gerard Glaister, avec Alan Tilvern (23 janvier 1961)

### Saison 2
- Épisode 1 : L'Ombre chinoise (Shadow Play) de John Harrison, avec Michael Barrington (23 octobre 1961)
- Épisode 2 : Maigret et le Corps sans tête (The Simple Case) de Gerard Glaister, avec Faith Brook (30 octobre 1961)
- Épisode 3 : Un échec de Maigret (Death of a Butcher) d'Andrew Osborn, avec Eric Pohlmann (6 novembre 1961)
- Épisode 4 : Maigret et son mort (The Winning Ticket) d'Harold Clayton, avec Nigel Arkwright (13 novembre 1961)
- Épisode 5 : Maigret et l'Inspecteur malgracieux (Inspector Lognon's Triumph) de John Harrison, avec Henry Oscar (20 novembre 1961)
- Épisode 6 : Le Port des brumes (The Lost Sailor) de Gerard Glaister, avec Alan Wheatley (27 novembre 1961)
- Épisode 7 : L'Écluse n° 1 (The Golden Fleece) de Rudolph Cartier, avec Francis De Wolff (4 décembre 1961)
- Épisode 8 : Maigret aux assises (Raise Your Right Hand) d'Andrew Osborn, avec Gene Anderson (11 décembre 1961)
- Épisode 9 : Maigret à l'école (The Liars) de Rudolph Cartier, avec Joseph Fürst (18 décembre 1961)
- Épisode 10 : Un Noël de Maigret (A Crime for Christmas) de Campbell Logan, avec Heather Chasen (26 décembre 1961)
- Épisode 11 : Maigret et les Témoins récalcitrants (The Reluctant Witnesses) de Gerard Glaister, avec Jean Cadell (1er janvier 1962)
- Épisode 12 : L'Amie de madame Maigret (The White Hat) de Gerard Glaister, avec John Carson (8 janvier 1962)
- Épisode 13 : Maigret et l'Homme du banc (Murder on Monday) de Terence Williams, avec Sylvia Kay (15 janvier 1962)

### Saison 3
- Épisode 1 : Maigret et les Vieillards (Voices from the Past) de Gerard Glaister, avec Terence Alexander (24 septembre 1962)
- Épisode 2 : Le Fou de Bergerac (The Madman of Vervac), avec Laurence Payne (1er octobre 1962)
- Épisode 3 : L'Affaire Saint-Fiacre (The Countess), avec William Franklyn (8 octobre 1962)
- Épisode 4 : La Guinguette à deux sous (The Wedding Guest) de Terence Williams, avec John Slater (15 octobre 1962)
- Épisode 5 : Maigret chez le ministre (High Politics), avec Noel Johnson (22 octobre 1962)
- Épisode 6 : Félicie est là (Love from Felicie), avec Lana Morris (29 octobre 1962)
- Épisode 7 : Maigret se fâche (The Dirty House) de Terence Williams, avec Beatrix Lehmann (5 novembre 1962)
- Épisode 8 : Signé Picpus (The Crystal Ball) de John Harrison, avec Neal Arden (12 novembre 1962)
- Épisode 9 : La Nuit du carrefour (The Crooked Castle) d'Andrew Osborn, avec Gerard Heinz (19 novembre 1962)
- Épisode 10 : La Tête d'un homme (Death in Mind) de John Elliot, avec Gabriella Licudi (26 novembre 1962)
- Épisode 11 : Sept petites croix dans un carnet (Seven Little Crosses) de Gerard Glaister, avec Alfred Burke (3 décembre 1962)
- Épisode 12 : Maigret tend un piège (The Trap) de Terence Williams, avec Sonia Dresdel (10 décembre 1962)
- Épisode 13 : Maigret et le Voleur paresseux (The Amateurs) de Terence Williams, avec Mervyn Johns (17 décembre 1962)

### Saison 4
- Épisode 1 : Cécile est morte (Poor Cecile!) de Michael Hayes, avec Joan Sanderson (1er octobre 1963)
- Épisode 2 : Maigret a peur (The Fontenay Murders) d'Alan Bridges, avec Edward Chapman (8 octobre 1963)
- Épisode 3 : Maigret et la Jeune Morte (The Lost Life) de Gilchrist Calder, avec Henry Oscar (15 octobre 1963)
- Épisode 4 : Les Caves du Majestic (The Cellars of the Majestic) d'Eric Tayler, avec George Coulouris (22 octobre 1962)
- Épisode 5 : Une confidence de Maigret (A Man Condemned) de Terence Williams, avec Patricia Laffan (29 octobre 1963)
- Épisode 6 : Chez les Flamands (The Flemish Shop) d'Eric Tayler, avec Margaret Tyzack (5 novembre 1963)
- Épisode 7 : La Première Enquête de Maigret, 1913 (A Taste of Power) de Terence Williams, avec John Carson (12 novembre 1963)
- Épisode 8 : Au rendez-vous des Terre-Neuvas (The Log of the Cap Fagnet) de Michael Hayes, avec John Hollis (19 novembre 1963)
- Épisode 9 : La Maison du juge (The Judge's House) de Terence Dudley, avec Terence Bayler (26 novembre 1963)
- Épisode 10 : Maigret voyage (Another World) de Michael Hayes, avec Clare Kelly (3 décembre 1963)
- Épisode 11 : Le Charretier de la Providence (The Crime at Lock 14) d'Andrew Osborn, avec Isa Miranda (10 décembre 1963)
- Épisode 12 : Pietr-le-Letton (Peter the Lett) de Rudolph Cartier, avec Marius Goring (17 décembre 1963)
- Épisode 13 : Maigret s'amuse (Maigret's Little Joke) de Terence Williams, avec Michael Goodliffe (24 décembre 1963)